# Paria de la vie
Pour plus de détails, voir Fiche technique et Distribution.
Paria de la vie (The Good Bad Man) est un western muet américain réalisé par Allan Dwan et sorti en 1916,.

## Synopsis
Quelque part dans le Wyoming, Passin' Through (« Juste en passant ») est un hors-la-loi au grand cœur : il donne le produit de ses hold-up à des filles-mères ou à leurs enfants orphelins.
Passant près de Maverick City, Passin' Through trouve un hébergement auprès d'un vieil homme et de sa jeune fille, Sarah May, tous deux sous la domination de The Wolf, un chef de gang local. Passin' Through s'interpose et raconte son histoire à Sarah : il n'a jamais eu de père et cherche un certain Bob Evans, ainsi qu'un dénommé Frazer qu'il doit tuer, selon des papiers que lui a laissés sa mère en mourant. Sentant toutefois qu'il s'attache trop à la jeune fille, Passin' Through décide de partir.
The Wolf part à sa poursuite, mais c'est un marshal qui le trouve en premier, à Maverick City. Le marshall révèle à Passin' Through qu'il est Bob Evans et lui raconte l'histoire de ses parents : ils étaient mariés légitimement, mais Bob Frazer, rejeté précédemment par sa mère, a tué son père. Depuis Bob  recherche l'assassin, qui n'est autre que The Wolf.
Bob Evans laisse Passin' Through s'échapper. The Wolf enlève Sarah en tuant son père et l'enferme dans une chambre d'hôtel en ville. Avant que le marshal arrive avec une troupe d'hommes armés, Passin' Through retrouve la jeune femme, la libère et affronte The Wolf dans un saloon. Il blesse le gangster et, pendant que le marshal le surveille et finit par l'achever, Passin' Through s'échappe avec la jeune fille. Le gang les poursuit dans les montagnes, mais est arrêté par les troupes du marshal qui parviennent à décimer les criminels. Passin' Through et la jeune femme s'éloignent vers une nouvelle vie.

## Fiche technique
- Titre : Paria de la vie
- Titre original : The Good Bad Man
- Réalisation : Allan Dwan
- Scénario : Douglas Fairbanks
- Chef opérateur : Victor Fleming
- Genre : Western
- Production : Douglas Fairbanks pour Fine Arts Film Company
- Distribution : Triangle Distributing
- Durée : 50 minutes
- Date de sortie :
  - États-Unis : 21 avril 1916

## Distribution
- Douglas Fairbanks : Passin' Through
- Sam De Grasse : Bud Frazer
- Pomeroy Cannon : Bob Evans
- Joseph Singleton : Weazel
- Bessie Love : Amy
- Mary Alden : Jane Stuart
- George Beranger : Thomas Stuart
- Fred Burns : le shérif
- Jim Mason : un bandit
- Charles Stevens : un bandit

### Production et réalisation
Le film sort aux États-Unis le 7 mai 1916. En janvier 1923, Tri-Stone Pictures acquiert le film et en sort le 19 octobre une version révisée et pourvue de nouveaux inter-titres. Seule la version de 1923 a été conservée.
Douglas Fairbanks, qui a écrit le scénario, joue déjà le rôle du bandit au grand cœur qu'il incarnera à travers les personnages de Zorro et de Robin des Bois.
Allan Dwan filme les grands espaces naturels avec de larges plans sur les trajectoires des cavaliers, mais la direction artistique de D. W. Griffith peut se remarquer dans les gros plans sur Bessie Love.